# Saccodomus
Saccodomus es un género de arañas cangrejo de la familia Thomisidae. Contiene una sola especie, Saccodomus formivorus. La especie fue descrita por el australiano William Joseph Rainbow en 1900.
Aparece registrado en una sección de la publicación Records of the Australian Museum, 3.

## Distribución
Se distribuye por Oceanía, en Australia.